# Jimmy Crabtree (Fußballspieler, 1871)
James William „Jimmy“ Crabtree (* 23. Dezember 1871 in Burnley; † 31. März 1908 in Birmingham) war ein englischer Fußballspieler, der den Großteil seiner Karriere für Aston Villa als Verteidiger und Mittelfeldspieler eingesetzt wurde.

## Karriere
Seine fußballerische Karriere begann Crabtree im August 1889 beim FC Burnley, für den er bis 1894 72 Spiele bestritt. Zwischenzeitlich spielte er noch für zwei weitere Vereine, die nicht der Liga angehörten. Am 3. März 1894 absolvierte er sein erstes Länderspiel für England gegen Irland. Insgesamt wurde Crabtree 14 Mal in die Nationalmannschaft berufen. Sein letztes Länderspiel bestritt er gegen Wales. Im August 1895 wechselte der Engländer für eine Ablösesumme von 250 Pfund zu Aston Villa. Möglicherweise war das die erste Ablösesumme, die im englischen Fußball bezahlt wurde. Bei Aston Villa wurde er ein erfolgreicher Spieler. Bis 1902 bestritt Jimmy Crabtree 178 Ligaspiele für Villa, in denen er sechs Treffer erzielte. Danach ist in einem Zeitraum von zwei Jahren nichts Näheres über seinen weiteren Karriereverlauf bekannt. Im Januar 1904 wurde er schließlich zu Plymouth Argyle transferiert, wo er aber fünf Monate später seine Fußballerkarriere beendete und verschiedene regionale Klubs trainierte. Im März 1908 starb Crabtree in der Folge von Alkoholproblemen.

## Titel
Crabtree gewann mehrere Titel mit Aston Villa:
- englischer Meister: 1896/97, 1898/99 und 1899/1900
- FA-Cupsieger: 1896/97